# Johannes Rebmann
Johannes Rebmann (16 de janeiro de 1820 - 4 de outubro de 1876) foi um missionário e explorador alemão. Foi o primeiro europeu, juntamente com o seu colega Johann Ludwig Krapf, a entrar na África a partir da costa do Oceano Índico. Além disso, foi o primeiro europeu a ver o monte Kilimanjaro. A notícia da descoberta de Rebmann foi publicada no Church Missionary Intelligencer em maio de 1849, mas desconsiderada como mera fantasia durante doze anos. A Royal Geographical Society considerou que a neve não poderia ocorrer, muito menos persistir, em tais latitudes e considerou o relatório como a alucinação de um missionário atingido pela malária. Foi somente em 1861 que os investigadores iniciaram a tarefa de medir a altitude do Kilimanjaro. As expedições à Tanzânia entre 1861 e 1865, lideradas pelo barão alemão Karl Klaus von der Decken, confirmaram o relatório de Rebmann. Juntamente com o seu colega Johann Ludwig Krapf, ele também descobriu o Monte Quénia Acredita-se também que o trabalho deles tenha tido efeitos nas futuras expedições africanas feitas pelos europeus, incluindo as façanhas de Sir Richard Burton, John Hanning Speke e David Livingstone. Depois de perder a maior parte de sua visão e de um breve casamento, morreu de pneumonia.